# Bill Demong
William „Bill“ Demong (* 29. März 1980 in Saranac Lake) ist ein ehemaliger US-amerikanischer Nordischer Kombinierer, Skispringer und Skilangläufer.

## Werdegang

### Nordische Kombination
Demong, der später für den Lake Placid Ski Club startete, begann 1989 mit dem Skisport und nahm seit 1997 an internationalen Wettbewerben teil. Bei seinen ersten Nordischen Junioren-Skiweltmeisterschaften belegte er 1997 im Gundersen den 37. Platz und im Team den 11. Platz. Ein Jahr später war er in St. Moritz 6. mit dem Team und 18. im Einzel. Im Dezember 1997 bestritt er sein Weltcup-Debüt in Steamboat Springs und kam im Sprint auf den 43. Platz. Der US-Skiverband schickte ihn zu seinen ersten Olympischen Winterspielen 1998 nach Nagano. Dort kam er mit der Staffel auf den 10. Platz und im Einzel auf den 34. Platz. Eine Saison später bekam er erste Weltcuppunkte. 1999 durfte er zu seinen ersten Nordischen Skiweltmeisterschaften 1999 nach Ramsau fahren. Bei den Weltmeisterschaften verbesserte er seine Leistung und kam im Sprint auf den 18. Platz, im Einzel auf Platz 27 und im Team auf den 10. Platz. Bei den dritten Nordischen Junioren-Skiweltmeisterschaften 1999 in Saalfelden erlangte er im Team die Goldmedaille und im Einzel den 13. Platz.
In der Saison 1999/2000 belegte er im Weltcup in Vuokatti den 11. Platz. Bei seinen vierten und letzten Nordischen Junioren-Skiweltmeisterschaften 2000 in Štrbské Pleso erreichte er mit dem Team die Silbermedaille und kam im Einzel auf den 24. Platz. In der Weltcupsaison war Demong siebenmal unter den ersten 15. Bei seinen zweiten Nordischen Skiweltmeisterschaften 2001 in Lahti musste er sich im Sprint und Einzelrennen mit enttäuschenden Ergebnissen zufriedengeben und landete mit dem Team auf dem achten Platz. Im Olympiawinter 2001/02 gewann er in Liberec den ersten Weltcupwettbewerb seiner Karriere. Bei den Olympischen Spielen in Salt Lake City konnte er nicht an seine guten Einzelleistungen anknüpfen, aber im Team zeigte er gute Leistung im Springen, verpasste den Anschluss in der Loipe und so sprang mit seinen Teamkollegen Matt Dayton, Johnny Spillane und Todd Lodwick nur der vierte Platz wie in Lahti heraus. Nach dem Sommer-Grand-Prix 2002 in Winterberg stürzte er aus dem Teamhotel in den leeren Swimmingpool und zog sich dabei schwere Schädelfrakturen zu. Wegen der Belastung des Skispringens stand die Karriere als Kombinierer in Frage. Die ganze Saison 2002/03 musste er wettkampfmäßig pausieren. Die Ärzte erlaubten ihm nur Ausdauertraining auf den Langlaufskiern und er startete seine zweite Karriere als Skilangläufer.
Nach einer langen Wettkampfpause startete er in die Saison 2003/04. Weil ihm die Sprungpraxis und die alte Form fehlte, landete er bis Weihnachten in allen Weltcupveranstaltungen außerhalb der Punkteränge. Deshalb wurde er Anfang Januar 2004 in den B-Weltcup versetzt, um seine Form wiederzufinden. Das gelang ihm ganz gut, denn er fand wieder zu alter Stärke zurück. Am Ende der Saison erreichte er wieder Topergebnisse. Zu Beginn der Weltmeisterschaftssaison 2004/05 schaffte er im B-Weltcup drei Podestplätzen in Folge, darunter war ein Sieg in Lake Placid. Danach wurde er wieder in den A-Weltcup geholt und erreichte sechs Ergebnisse unter den ersten 15. Am Ende erreichte er im Gesamtweltcup den 17. Platz. Bei den Nordischen Skiweltmeisterschaften 2005 in Oberstdorf erreichte einen guten 12. Platz. Mit der Staffel kam ein fünfter Platz zustande und im Sprint fuhr er als 19. ein. Weil ihm in der darauf folgenden Wintersaison 2005/06 immer noch einige Leistungsnachweise fehlten, wurde er für einige Rennen in den B-Weltcup versetzt. Vor Weihnachten schaffte er zwei B-Weltcupsiege in Lake Placid und Park City, und es gelangen ihm auch wieder gute A-Weltcup-Platzierungen. Bei seiner dritten Teilnahme an den Olympischen Spielen 2006 in Turin setzte sich Demong unter Druck und zeigte nicht sein wahres Leistungsniveau. Im Einzel belegte er Platz 15, im Sprint den 25. Platz und mit dem Team den enttäuschenden siebenten Platz.
In der Weltcupsaison 2006/07 war von Demong bis zum Jahreswechsel nicht viel zu sehen, aber im neuen Jahr wurde er immer stärker und belegte in Oberstdorf und in Ruhpolding zweimal einen vierten Platz. Bei den Titelkämpfen in Sapporo bestätigte er seine guten Leistungen, im Einzel war er nur 8,5 Sekunden hinter Ronny Ackermann und gewann die Silbermedaille. Im Sprint belegte er den 13. Platz und mit dem Team den 9. Platz. Bis zum Ende der Weltcupsaison konnte er seine guten Leistungen weiter bestätigen, so erlangte er in Lahti seinen zweiten Weltcupsieg im Einzel und wurde in Oslo Dritter im Sprint. Auch in der nächsten Saison 2007/08 konnte er um die Topplätze mitkämpfen. So war er 16-mal unter den ersten zehn, darunter war auch sein dritter Weltcupsieg in Trondheim. Die Weltcupsaison 2008/09 verlief für Demong vielversprechend, denn er errang fünf Weltcupsiege und wurde im Gesamtweltcup wieder wie im Vorjahr Dritter. Seine fünften Nordischen Skiweltmeisterschaften 2009 in Liberec verliefen ebenfalls sehr gut. Im Massenstart sprang der fünfte Platz heraus, im Einzel von der Normalschanze die Bronzemedaille und von der Großschanze gewann er die Goldmedaille.

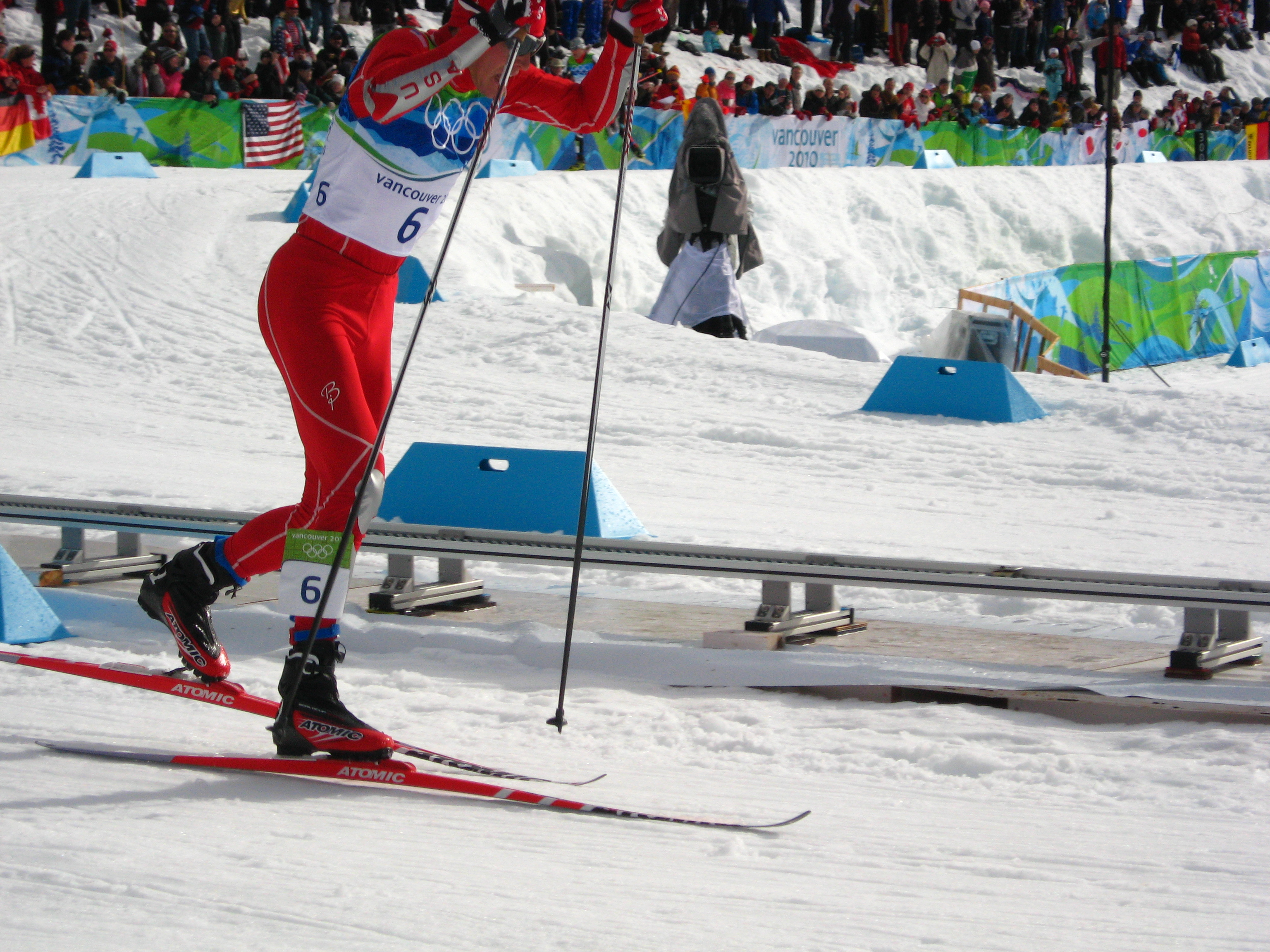
Bill Demong beim Skaten zum Sieg im 10 km einzeln Großschanze bei den Olympischen Winterspielen 2010

In der olympischen Saison 2009/10 gewann er die Weltcupstation im Val di Fiemme und wurde am Ende im Gesamtweltcup 12. Gemeinsam mit Brett Camerota, Todd Lodwick und Johnny Spillane gewann Demong am 23. Februar 2010 die Silbermedaille im Team-Wettbewerb der Olympischen Winterspiele in Vancouver. Wenige Tage später gewann er im Einzel von der Großschanze die Goldmedaille. Die Weltcupsaison 2010/11 war für Demong „zum Vergessen“, denn bei acht Starts kam er nur viermal in die Punkteränge und wurde im Gesamtweltcup 44. Auch die Nordischen Skiweltmeisterschaften 2011 in Oslo verliefen nicht nach seinen Vorstellungen. Im Einzel von der Normalschanze reihte er sich auf dem siebenten Rang ein, von der Großschanze war nur sechste Platz drin. Bei seinen beiden Teameinsätzen verpasste er die Medaillenränge und belegte den sechsten und vierten Platz. Ein dritter und vierter Platz waren die besten Ergebnisse in der Weltcupsaison 2011/12. Insgesamt wurde er 20. im Weltcupgesamtstand. Auch die Saison 2012/13 war für ihn nicht zufriedenstellend. Das beste Ergebnis erreichte er mit Platz 12 in Klingenthal. Hingegen verliefen die Nordischen Skiweltmeisterschaften 2013 im Val di Fiemme positiv. Im Teamwettbewerb gewann er mit seinen Teamkollegen Taylor Fletcher, Bryan Fletcher und Todd Lodwick von der Normalschanze und dem anschließenden 4×5-Kilometer-Langlauf die Bronzemedaille.
Nach den Weltmeisterschaften 2015 beendete Demong seine Karriere.

### Skilanglauf
Nach seinem Unfall in Winterberg startete er beim American Birkebeiner 2002 in Wisconsin und erreichte einen guten 14. Platz. Am 22. Februar 2003 gab er sein Debüt im Skilanglauf-Marathon-Cup in Hayward, belegte nach 52 Kilometern Freistil Massenstart den 14. Platz. Im folgenden Winter 2003/04 war er nur im Continental Cup in Soldier Hollow beim 10 Kilometer Freistil zu sehen und kam auf den 25. Platz. Bei seinen ersten Nordischen Skiweltmeisterschaften 2011 in Oslo als Skilangläufer kam er nur im 50-Kilometer-Rennen zum Einsatz und wurde 51. Beim Marathon-Cup-Rennen 2013 in Samedan kam er nach 42 Kilometern auf den 34. Platz. Außerdem debütierte Demong am 16. März 2013 im Skilanglauf-Weltcup in Oslo und wurde im 50-Kilometer-Massenstart-Rennen 58.

### Skispringen
2004 war Demong bei zwei FIS-Rennen und 2009 beim Teamspringen in Lahti, wo er mit seinen Teamkollegen Anders Johnson, Nicholas Fairall und Eric Camerota mit Platz 12 nicht den zweiten Durchgang erreichte.

## Privat
Demong besuchte in der Schulzeit die Saranac Lake Central School und die National Sports Academy in Lake Placid. In der Jugendzeit arbeitete er als Zimmermann. Er ist mit Kathrine Koczynski verheiratet.

## Erfolge

### Weltcupsiege im Einzel
| Nr. | Datum             | Ort           | Disziplin               |
| --- | ----------------- | ------------- | ----------------------- |
| 1.  | 20. Januar 2002   | Liberec       | Gundersen Großschanze   |
| 2.  | 9. März 2007      | Lahti         | Gundersen Großschanze   |
| 3.  | 8. Dezember 2007  | Trondheim     | Gundersen Großschanze   |
| 4.  | 20. Dezember 2008 | Ramsau        | Gundersen Normalschanze |
| 5.  | 16. Januar 2009   | Whistler      | Gundersen Großschanze   |
| 6.  | 15. Februar 2009  | Klingenthal   | Gundersen Großschanze   |
| 7.  | 6. März 2009      | Lahti         | Gundersen Großschanze   |
| 8.  | 15. März 2009     | Vikersund     | Gundersen Großschanze   |
| 9.  | 10. Januar 2010   | Val di Fiemme | Gundersen Großschanze   |

### B-Weltcupsiege im Einzel
| Nr. | Datum             | Ort         | Disziplin               |
| --- | ----------------- | ----------- | ----------------------- |
| 1.  | 16. Dezember 2004 | Lake Placid | Gundersen Großschanze   |
| 2.  | 16. Dezember 2005 | Park City   | Sprint Großschanze      |
| 3.  | 20. Dezember 2005 | Lake Placid | Gundersen Normalschanze |

### Continental-Cup-Siege im Einzel
| Nr. | Datum             | Ort       | Disziplin               |
| --- | ----------------- | --------- | ----------------------- |
| 1.  | 17. Dezember 2013 | Park City | Gundersen Normalschanze |
| 2.  | 19. Dezember 2013 | Park City | Gundersen Normalschanze |

## Statistik

### Teilnahmen an Olympischen Winterspielen
| Jahr und Ort        | Wettbewerb   | Wettbewerb   | Wettbewerb | Wettbewerb |
| Jahr und Ort        | Gundersen NH | Gundersen LH | Sprint     | Team       |
| ------------------- | ------------ | ------------ | ---------- | ---------- |
| 2002 Salt Lake City | 19.          | –            | 14.        | –          |
| 2006 Turin          | 15.          | –            | 25.        | 07.        |
| 2010 Vancouver      | 06.          | 01.          | –          | 02.        |
| 2014 Sotschi        | 24.          | 31.          | –          | 06.        |

### Teilnahmen an Weltmeisterschaften
| Jahr und Ort       | Wettbewerb   | Wettbewerb   | Wettbewerb | Wettbewerb  | Wettbewerb | Wettbewerb | Wettbewerb |
| Jahr und Ort       | Gundersen NH | Gundersen LH | Sprint     | Massenstart | Team NH    | Team LH    | Teamsprint |
| ------------------ | ------------ | ------------ | ---------- | ----------- | ---------- | ---------- | ---------- |
| 1999 Ramsau        | 27.          | –            | 18.        | –           | 10.        | –          | –          |
| 2001 Lahti         | 18.          | –            | 22.        | –           | 08.        | –          | –          |
| 2005 Oberstdorf    | 12.          | –            | 19.        | –           | –          | 05.        | –          |
| 2007 Sapporo       | 02.          | –            | 13.        | –           | –          | 09.        | –          |
| 2009 Liberec       | 03.          | 01.          | –          | 05.         | –          | –          | –          |
| 2011 Oslo          | 07.          | 06.          | –          | –           | 04.        | 06.        | –          |
| 2013 Val di Fiemme | 23.          | 15.          | –          | –           | 03.        | –          | 06.        |
| 2015 Falun         | 25.          | 33.          | –          | –           | 07.        | –          | –          |

### Weltcup-Platzierungen
| Saison  | Platz | Punkte |
| ------- | ----- | ------ |
| 1998/99 | 53.   | 0027   |
| 1999/00 | 41.   | 0253   |
| 2000/01 | 16.   | 0451   |
| 2001/02 | 10.   | 0842   |
| 2004/05 | 17.   | 0236   |
| 2005/06 | 24.   | 0216   |
| 2006/07 | 11.   | 0403   |
| 2007/08 | 03.   | 0902   |
| 2008/09 | 03.   | 1160   |
| 2009/10 | 12.   | 0423   |
| 2010/11 | 44.   | 0028   |
| 2011/12 | 20.   | 0393   |
| 2012/13 | 37.   | 0058   |
| 2013/14 | 25.   | 0167   |
| 2014/15 | 48.   | 0037   |